# Éber Lobato
Eber Lobato (Pigüé, Buenos Aires; 28 de marzo de 1931-Las Vegas, Nevada; 25 de diciembre de 2014) fue un actor, director, compositor, coreógrafo, pintor, bailarín, diseñador del vestuario, cantante, dibujante, escenógrafo y productor teatral argentino que tuvo gran impacto en la revista porteña de finales de los años 1960.

## Biografía
Lobato, que nació en un seno de artistas, ya que sus padres eran músicos, su padre fue el guitarrista Adrián Lobato y su madre la cantante Mary Lobato. Se lució primero como actor y luego como director de varios films durante la época de esplendor del cine argentino.
El origen de su nombre se debió a que el empleado del registro civil no supo escribir el nombre inglés de Herbert, exigido por su abuela inglesa.
A la edad de veinte años, ingresó al ballet de Alfredo Alaria, y éste fue quien le presentó a Haydée Nélida Menta (Nélida Lobato), que estaba ingresando en el mundo de la publicidad y quien, posteriormente, utilizaría su apellido para saltar a la fama. Nélida reemplazó a la hermana de Eber quien fue su primera compañera de baile. Luego de 15 días de empezada la relación, Eber le pidió matrimonio.
Falleció el jueves 25 de diciembre de 2014 a los 83 años de edad víctima de un Infarto agudo de miocardio, mientras se encontraba festejando la Navidad con su familia en Las Vegas, Nevada, Estados Unidos.

## Vida privada
Se casó  en 1955 con la actriz y vedette Nélida Lobato, con la que se inició en Chile y viajó en una ocasión a Europa, permitiendo su reconocimiento internacional al ser estrella del Lido de París en 1964 de la cual él también fue coreógrafo. Fruto de ese matrimonio nació Adrián Lobato, quien falleció sorpresivamente siendo aún muy joven. Luego de divorciarse de ella en 1962, se casó en 1967, con su última mujer, Sisi, con quien tuvo su hija Eliset, con quienes vivió sus últimos años en Las Vegas.
Trabajó extensamente con su labor como coreógrafo y productor de espectáculos en Estados Unidos y Europa.

## Carrera

### Filmografía
Como actor:
- 1955 - El último perro, estelarizado por Hugo del Carril y Nelly Meden.[6]
- 1957 - Actuó y compuso El primer beso, dirigido por Enrique Carreras junto con Olga Gatti, Roberto Guthie y Mercedes Carreras.
- 1957 - Venga a bailar el rock, un documental sobre la llegada del rock and roll a la Argentina, junto con Nélida Lobato, Amelita Vargas, Pedrito Rico y Eddie Pequenino.
- 1958 - Nubes de humo, con Héctor Armendáriz, Alberto Castillo y Alberto Bello.
- 1958 - Mientras haya un circo, como actor, bailarín y compositor, en compañía de Nélida Lobato y Carlos Borsani.
- 1958 - El primer beso
- 1973 -  José María y María José: Una pareja de hoy, protagonizada por Luis Brandoni y Cristina del Valle.[7]

Como Director:
- 1965: Scream of the Butterfly, actuada por Nélida Lobato.
- 1974: Natasha, como director y escritor. El film permitió el lucimiento de la vedette Thelma Stefani, junto con  Enzo Viena. Fue un gran fracaso comercial

Como coreógrafo:
- 1957:  Venga a bailar el rock
- 1958: Mientras haya un circo
- 1965: Scream of the Butterfly.
- 1973: El mundo Que inventamos, comedia musical.
- 1978: La mamá de la novia, con Libertad Lamarque.[8]

### Televisión
- 1952:  Tropicana Club, programa musical junto con Osvaldo Miranda, Juan Carlos Thorry, Analía Gadé, Tania, Alejandro Maximino, Amelita Vargas, Jovita Luna, Eduardo Farrell, Bobby Capó, Teddy Reno, Marcos Caplán, Beba Bidart, Fidel Pintos y Don Pelele.[9]
- 1954: Gran Hotel Panamá, junto a Juan Carlos Mareco.
- 1958: Field’s College 1958.[10]
- 1960: Música y fantasía, emitido por Canal 7, con Nélida L., Tincho Zabala, María Vaner y Pepe Soriano.
- 1969: Espectaculares, nuevamente con N. Lobato.
- 1970: El Ángel Azul
- 1971: El Mundo de Nélida Lobato (1971), junto con Rodolfo Bebán.[11]
- 1970: Presentación que hizo el cantante español, Raphael, a la Argentina, emitido por TV.[12]
- 1977 - El humor de Niní Marshall, en el segmento La bella Loli, con Niní Marshall y Ana María Campoy y José Cibrián.

En 1981 hizo un comercial para televisión para Revlon Gitane.

### Teatro
En su amplia trayectoria escénica se destacan su labor tanto como bailarín y coreógrafo como de actor, compositor y director teatral, de diferentes Teatros como el  Maipo, el Teatro Nacional, Teatro Cómico, entre muchas de sus obras se destacan:
- El Chúcaro (1948), en el Teatro Astral, junto a la mítica Blanquita Amaro.
- Cabalgata del tango (1954), en el Teatro Argentina, junto con N. Lobato, Amadeo Novoa, Nelly Darén, Lely Morel, Raimundo Pastore, entre otros.
- Disloquibamba (1956).
- Ni Militar, ni Marino… El Presidente Argentino (1956), con los actores Severo Fernández, Enrique Serrano, Carlos Fioriti, Pedro Quartucci, Margarita Padín, Paquita Morel, y las vedettes Lilián del Río, Ethel Rojo y Dorita Burgos, entre otros.[13]
- ¡Cada loco con su ilusión (1958).
- No aflojes, Arturo (1958).
- ¡La que le espera, excelencia..! (1958), en el  Maipo.[14]
- ¡Si me dejan estudiar "Io" todo lo voy a arreglar! (1958).
- ¡Esto es Maiporama! (1959), junto a José Marrone, Juanita Martínez, Egle Martin y Vicente Rubino.
- Fantasía (1959)
- Buenos Aires de seda y percal (1963), con Mirtha Legrand, Niní Marshall, Mariano Mores, Antonio Prieto, Néstor Fabián, Susy Leiva, Dorita Burgos y el Rafael Carret.
- Después De Z... Viene P... (1970), con Alfredo Barbieri, N. Lobato y Rafael Carret
- La carpa del pueblo (1971), con Hugo del Carril.[15]
- El Maipazo del año (1971), con N. Lobato y José Marrone.
- Olga, la hija de aquella princesa rusa (1972), la que también compuso y dirigió. Con Eduardo Bergara Leumann, Libertad Leblanc y Alberto del Solar.
- Escándalos (1973), con N. Lobato y Zulma Faiad, Adriana Parets, Darío Vittori y Norman Brisky.[16]
- El despiplume sigue andando (1973), con Jorge Porcel, Haydeé Padilla y Juan Carlos Calabró.
- Seis rayados en busca de un autor (1974), en el Teatro Latino de San Telmo.
- El Maipo... Es el Maipo (1974)
- Dulce... dulce vida (1976)[17]

Fue un gran pionero del teatro revisteril de famosas como Ethel Rojo ( que además fue su gran amiga) con la que trabajó en el espectáculo como coreógrafo en España de  Bla, Bla, Bla, Thelma Stefani y Edda Bustamante.

### Etapa como cantante
Como cantante se lució y grabó los simples La Rosa y Aquel Domingo y Cuando Poco Era Inmenso. Con el sello Odeón Pops presentó el disco No hay boda.

## Discografía
- 1969: "Sábado / No hay boda" - ODEON POPS